# Vuelta a la Baja Sajonia
La Vuelta a la Baja Sajonia (oficialmente: Internationale Niedersachsen-Rundfahrt) fue una carrera ciclista profesional por etapas que se disputaba en la Baja Sajonia (Alemania), en el mes de abril.
Organizada desde 1977 no fue hasta 1995 una carrera profesional dentro de la categoría 2.5 (última categoría del profesionalismo) ascendiendo progresivamente hasta la 2.3. Desde la creación de los Circuitos Continentales UCI en 2005 formó parte del UCI Europe Tour, dentro de la categoría 2.1, hasta su desaparición en el 2007.

## Palmarés
En amarillo: edición amateur.
| Año  | Ganador               | Segundo             | Tercero             |
| ---- | --------------------- | ------------------- | ------------------- |
| 1977 | Hans Langerijs        | Leo Karner          | Martin Havik        |
| 1978 | Peter Becker          | Jan Brzezny         | Jiri Skoda          |
| 1979 | Kim Andersen          | Jan Krawczyk        | Wilfried Trott      |
| 1980 | Wjatscheslaw Dedjonow | Juri Kaschirin      | Zbigniew Szepkowski |
| 1981 | Olaf Ludwig           | Lechoslaw Michalak  | Karsten Podlesch    |
| 1982 | Anton van der Steen   | Ales Trcka          | Henk van Weers      |
| 1983 | Dainis Liepinsch      | Uwe Raab            | Dan Radtke          |
| 1984 | Alexander Sinowjew    | Detlev Macha        | Frank Kühn          |
| 1985 | Uwe Ampler            | Uwe Raab            | Dan Radtke          |
| 1986 | Sergej Uslamin        | Mario Hernig        | Frank Kühn          |
| 1987 | Helmut Wechselberger  | Ernst Christl       | Dmitri Shdanow      |
| 1988 | Dirk Meier            | Zenon Jaskuła       | Arvi Tammesalu      |
| 1989 | Carsten Wolf          | Zenon Jaskuła       | Arvi Tammesalu      |
| 1990 | Thomas Liese          | Zbigniew Piątek     | Sergej Smiewskoj    |
| 1991 | Lubor Tesař           | Jan Karlsson        | Wladimir Perelazny  |
| 1992 | Steffen Wesemann      | Lutz Lehmann        | Alexander Iwankin   |
| 1993 | Bert Dietz            | Alexander Iwankin   | Lubor Tesař         |
| 1994 | Jens Voigt            | Jan Ullrich         | Ralf Schmidt        |
| 1995 | Pavel Padrnos         | Stephan Gottschling | Michael Rich        |
| 1996 | Stephan Gottschling   | Michael Rich        | Frantisek Trkal     |
| 1997 | Jens Voigt            | Martin Muller       | Jan Schaffrath      |
| 1998 | Andreas Klöden        | Chann McRae         | Grischa Niermann    |
| 1999 | Torsten Schmidt       | Martin Rittsel      | Olaf Pollack        |
| 2000 | Torsten Schmidt       | Fred Rodriguez      | Bert Grabsch        |
| 2001 | Grischa Niermann      | Torsten Schmidt     | Mathias Buxhofer    |
| 2002 | Olaf Pollack          | Robert Bartko       | Grischa Niermann    |
| 2003 | Nicolas Jalabert      | Tomáš Konečný       | Niels Scheuneman    |
| 2004 | Bert Roesems          | Stefan Kupfernagel  | Stephan Schreck     |
| 2005 | Stefan Schumacher     | Alexandr Kolobnev   | Marc Wauters        |
| 2006 | Alessandro Petacchi   | Danilo Hondo        | Mathew Hayman       |
| 2007 | Alessandro Petacchi   | Graeme Brown        | Gerald Ciolek       |

## Palmarés por países
| País            | Victorias |
| --------------- | --------- |
| Alemania        | 16        |
| Unión Soviética | 4         |
| Países Bajos    | 2         |
| República Checa | 2         |
| Bélgica         | 2         |
| Italia          | 2         |
| Dinamarca       | 1         |
| Austria         | 1         |
| Francia         | 1         |